# Москаленский
Москале́нский — посёлок в Марьяновском районе Омской области России, административный центр Москаленского сельского поселения.
Население — 2468 (2010)

## Физико-географическая характеристика
Москаленский находится в лесостепи в пределах Ишимской равнины, являющейся частью Западно-Сибирской равнины, к юго-востоку от озера Пикетное. В окрестностях населённого пункта распространены лугово-чернозёмные солонцеватые и солончаковые почвы и солонцы луговые (гидроморфные). В 5 километрах от села находилось село российских немцев Розенфельд.
Высота над уровнем моря — 113 м
По автомобильным дорогам расстояние до областного центра города Омск составляет 83 км, до районного центра посёлка Марьяновка — 34 км.
Климат
Климат резко континентальный, со значительными перепадами температур как между климатическими сезонами, так и порой в течение суток (согласно классификации климатов Кёппена — Dfb). Многолетняя норма осадков — 382 мм. Наибольшее количество осадков выпадает в июле — 63 мм, наименьшее в марте — по 13 мм. Среднегодовая температура положительная и составляет + 1,3 С, среднесуточная температура самого холодного месяца — января −17,5 С, самого жаркого — июля +19,5 С.

## История
Основан как центральная усадьба совхоза «Москаленский», образованного в 1932 году в результате разукрупнения совхоза «Борисовский».
В 1942 году был сформирован 139 отдельный Москаленский зенитно артиллерийский дивизион с его главнокомандующим — Жантаевым Байбеком
С 1980-х годов в состав посёлка вошло село Новопоповка.

## Население
| 2010 |
| ---- |
| 2468 |

## Инфраструктура
Развито сельское хозяйство.
Личное подсобное хозяйство.

## Транспорт
Согласно Распоряжению Правительства Омской области от 26 марта 2008 года N 38-рп «О перечне автомобильных дорог общего пользования регионального или межмуниципального значения, относящихся к собственности Омской области (с изменениями на 12 декабря 2018 года)» Москаленский является транспортным узлом, от которого уходит автодороги регионального или межмуниципального значения:
- 52 ОП МЗ Н-183 «Москаленский — Нейдорф», протяженность 8,00 км
- 52 ОП МЗ Н-184 «Москаленский — Победа», протяженность 5,12 км
- 52 ОП МЗ Н-185 «Москаленский — Лесногорское — Дачное», протяженность 20,40 км.
- 52 ОП МЗ Н-186 «Москаленский — Отрадное», протяженность 4,10 км.
- 52 ОП МЗ Н-195 «Челябинск — Омск — Новосибирск» -> Пикетное — Москаленский, протяженность 9,37 км.

Ближайшая железнодорожная станция Пикетное расположена в 8 км к северу от посёлка.